# Метрополитен Сантьяго
Метрополитен Сантьяго (исп. Metro de Santiago) — система линий метрополитена в Сантьяго, Чили.
Открыт 15 сентября 1975 года. Насчитывает 136 станций с общей длиной более 139,7 км. В процессе строительства находится 28 станций. С их вводом длина путей метрополитена увеличится ещё примерно на 35 км. Метрополитен Сантьяго является одним из самых передовых и современных в Южной Америке. Метрополитен Сантьяго ежедневно перевозит около 2,5 миллионов пассажиров. Самый высокий пассажиропоток был достигнут 2 мая 2019 года и достиг 2 951 962 пассажиров.
Часть станций метрополитена была повреждена или уничтожена в ходе протестов в октябре 2019 года.

## Линии

### Линия 3
22 января 2019 года открылась 3 линия метро Сантьяго протяжённостью в 21,7 км и состоящая из 18 станций, самая новая и современная в Южной Америке. Это вторая линия в метро Сантьяго и Чили, после 6 линии, которая полностью автоматизированная (GoA 4 уровня автоматизации), где поезда работают без машинистов и на всех станциях установлены платформенные раздвижные двери.

### Линия 6
2 ноября 2017 года открылась 6 линия метро Сантьяго протяжённостью в 15,3 км и состоящая из 10 станций. Это первая линия в метро Сантьяго и Чили полностью автоматизированная (GoA 4 уровня автоматизации), поезда работают без машинистов, на всех станциях установлены платформенные раздвижные двери.

## Оплата проезда
Метро является частью интегрированной системы общественного транспорта Трансантьяго, применяющейся в столице на множестве автобусных маршрутов. Система позволяет производить пересадки между автобусами и между автобусом и метро в течение двух часов от момента начала поездки (не более двух пересадок). Для оплаты используется бесконтактная карта «Bip! card». Пересадки между автобусами и из метро в автобус или электричку включены в основной тариф. Пересадки из автобусов в метро стоят 20 песо в обычные часы (Horario Valle) и 80 песо в часы пик (Horario Punta).
Карты «Bip! cards» продаются в кассах на всех станциях по цене 1550 песо (около 2.2 долларов США) из которых 1000 попадает на баланс карты. Продажа билетов происходит с 6 до 23 часов в будни, с 6:30 до 23:00 по субботам и с 8:00 до 22:30 по воскресениям и в праздничные дни. Баланс карт можно пополнить до 20 тысяч песо; карта действует на протяжении двух лет с момента последнего использования.
Ранее метро также продавало билеты на отдельные поездки, но прекратило продажу в начале 2017 года. Стоимость поездки зависела от времени суток. В час пик (Horario Punta, 7:00—8:59 и 18:00—19:59) поездка стоила 700 песо (около 1 доллара США); в обычные часы (Horario Valle, 6:30—6:59, 9:00—18:00, 20:00—20:44, а также в выходные и по праздникам) 640 песо и в часы низкого использования (Horario Bajo, 6:00—6:29 и 20:45—23:00) — 590 песо.

## Протесты в 2019 году
В январе 2019 года тариф пикового часа был повышен до 800 песо, а 1 октября — до 830 песо (около 80 рублей). Это повышение тарифов послужило поводом для начала масштабных акций протеста в Сантьяго, в связи с чем 20—21 октября метрополитен был закрыт, а в городе объявлялось чрезвычайное положение. 19 октября президент Чили Пиньера был вынужден отменить новый тариф. 22 октября президент объявил ряд новых мер, в частности, увеличение минимальной зарплаты в стране.
В ходе протестов в октябре 2019 года были уничтожены: многие турникеты, 9 станций метро полностью сгорели, 13 станций метро сгорели частично, 41 станция серьёзно повреждена, 17 станций повреждены незначительно. Потребуется ремонт 80 станций из 136. Руководитель транспортного предприятия оценивает расходы на восстановление метрополитена более чем в 300 миллионов долларов США (19 млрд рублей). В ходе беспорядков погибло по меньшей мере 19 человек, около 600 получили ранения, арестовано около 2,8 тысяч жителей.

## Галерея

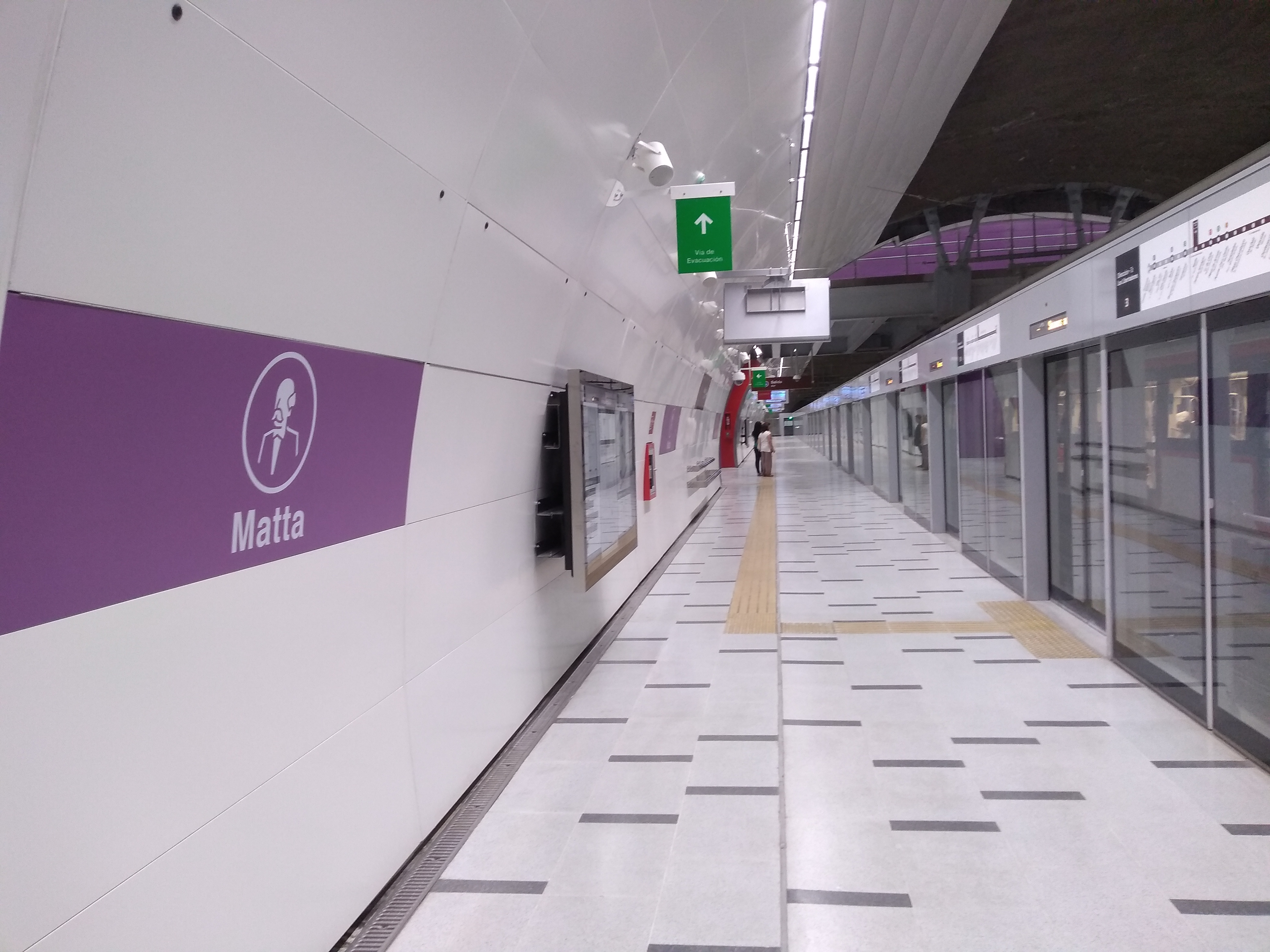
Matta
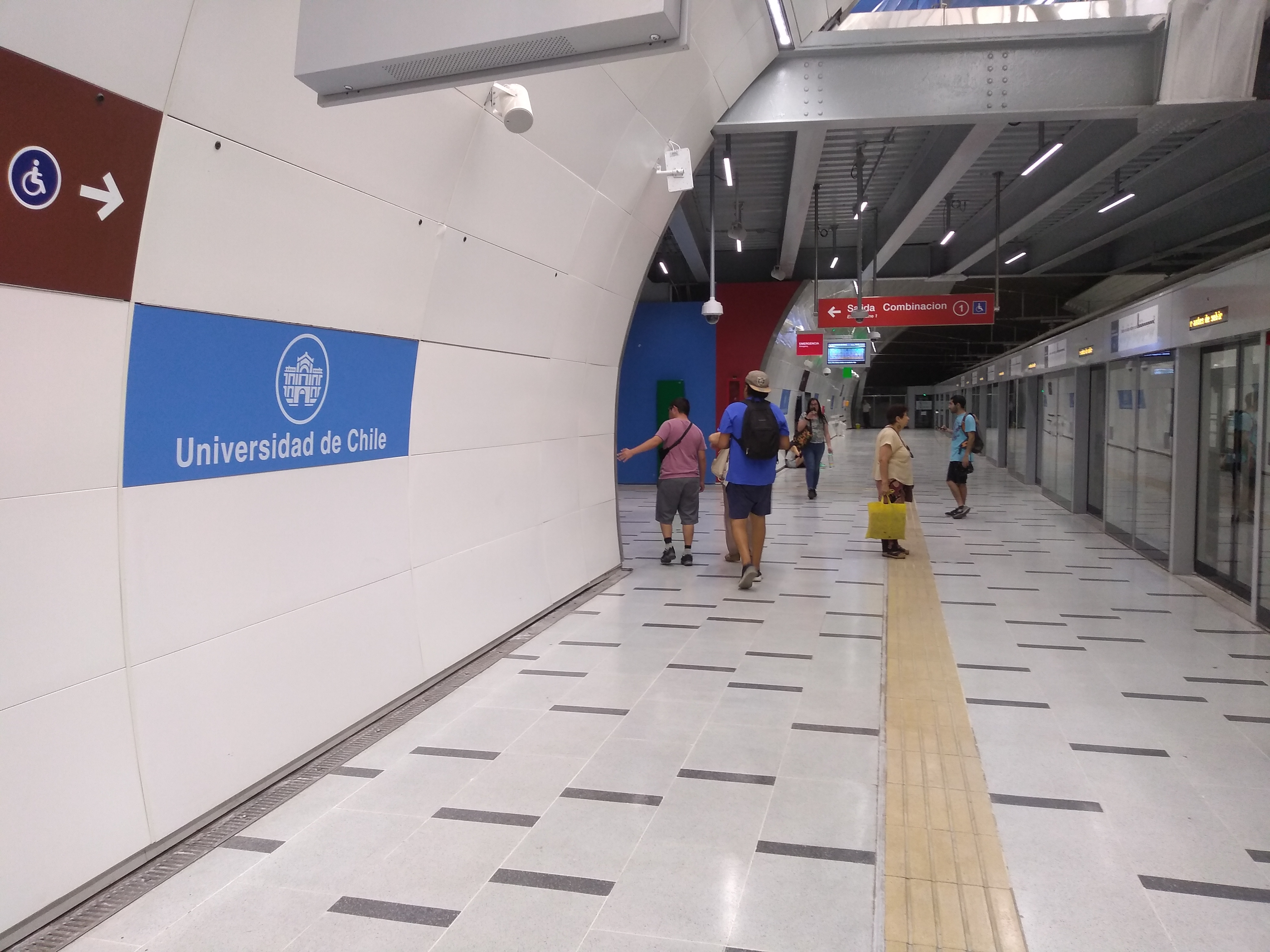
Universidad de Chile
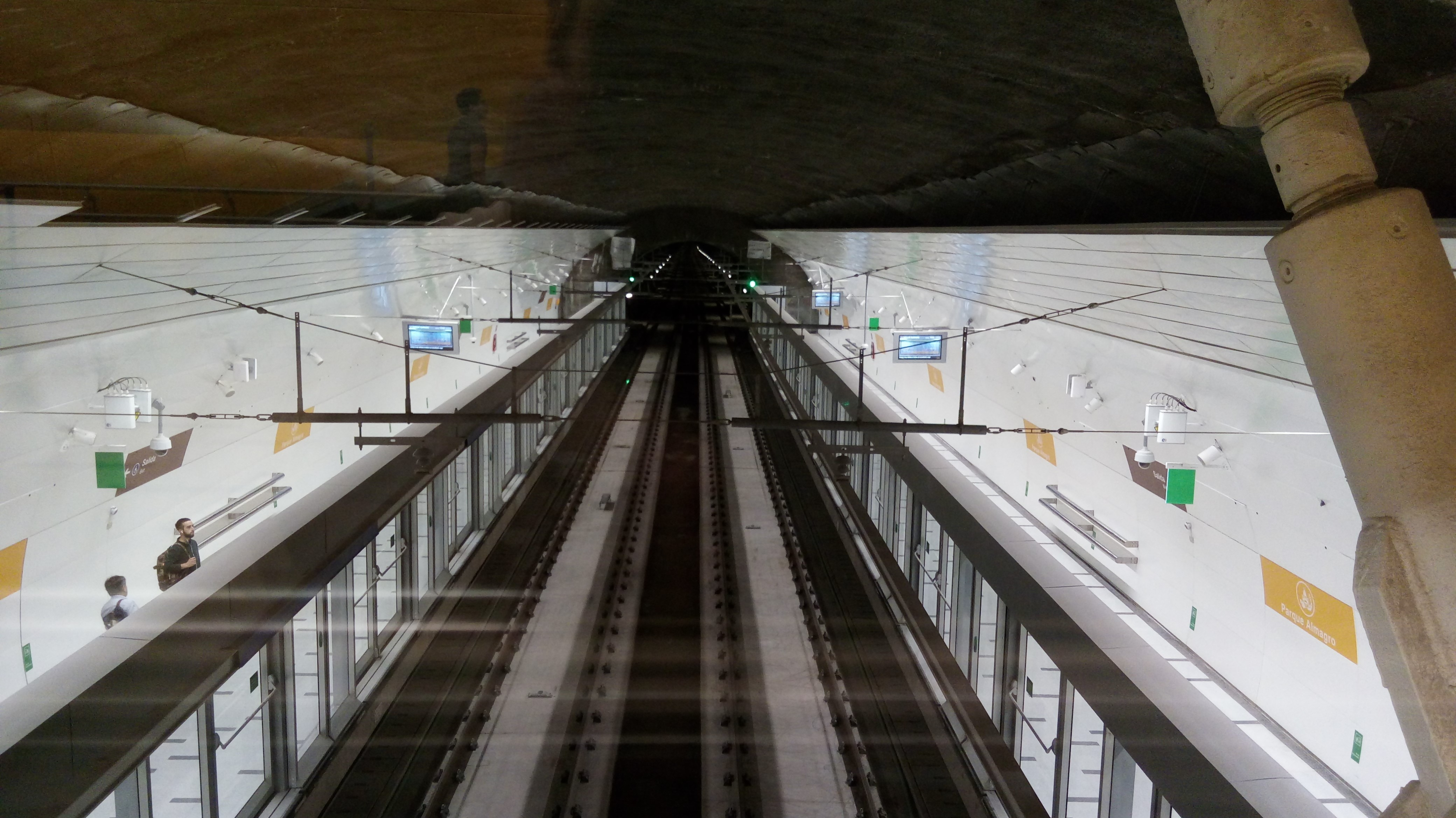
Parque Almagro
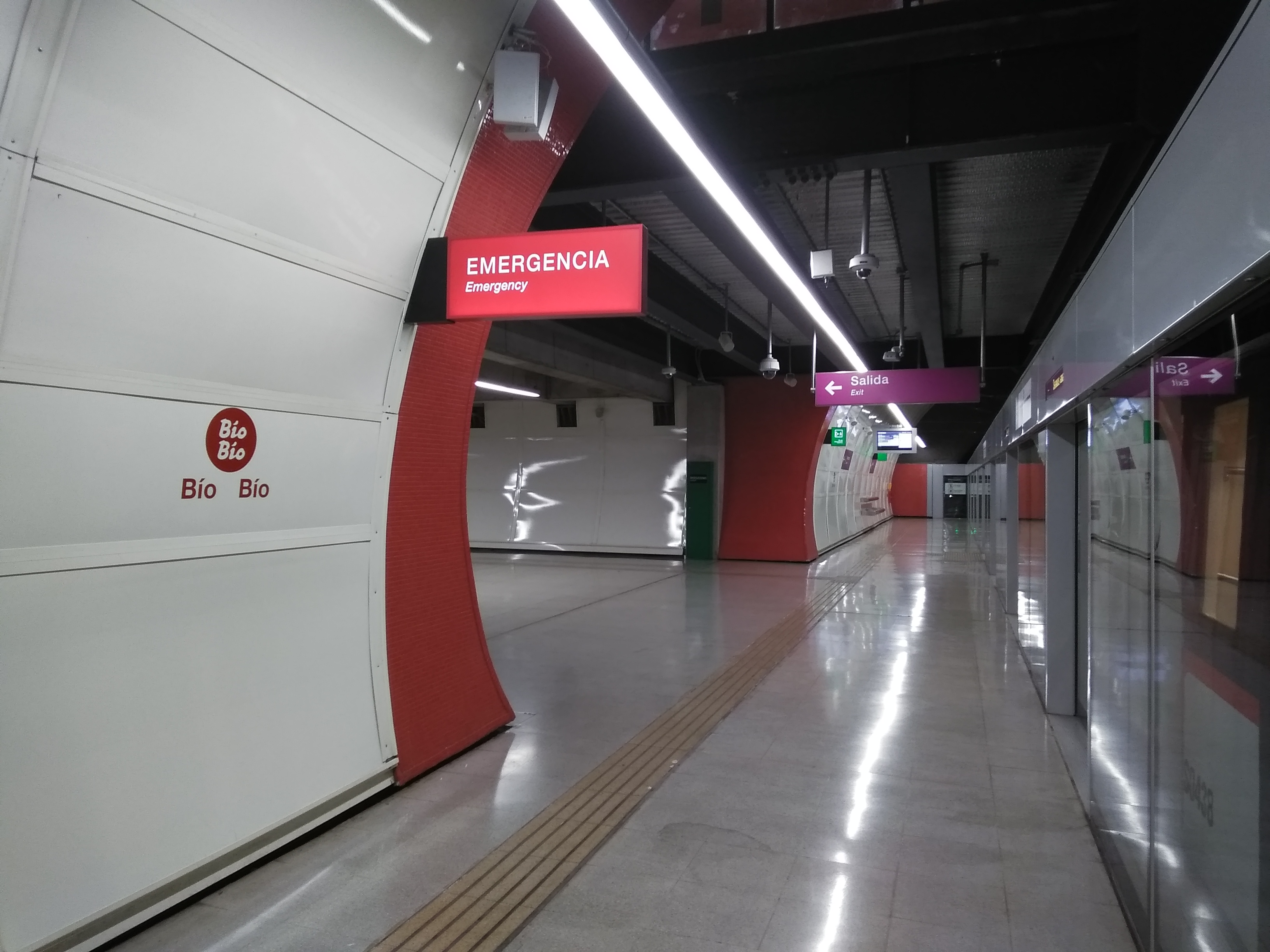
Bío Bío
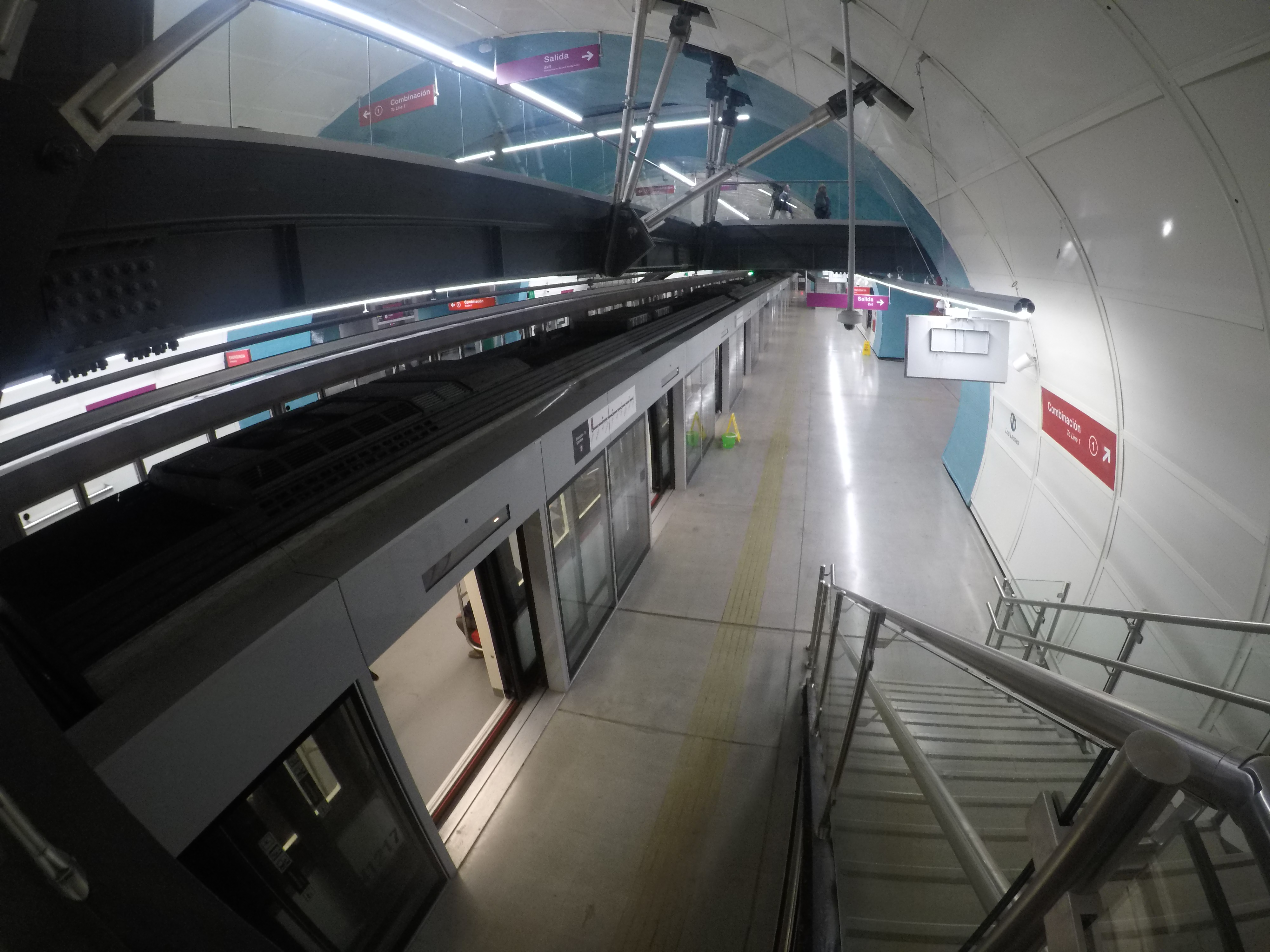
Los Leones
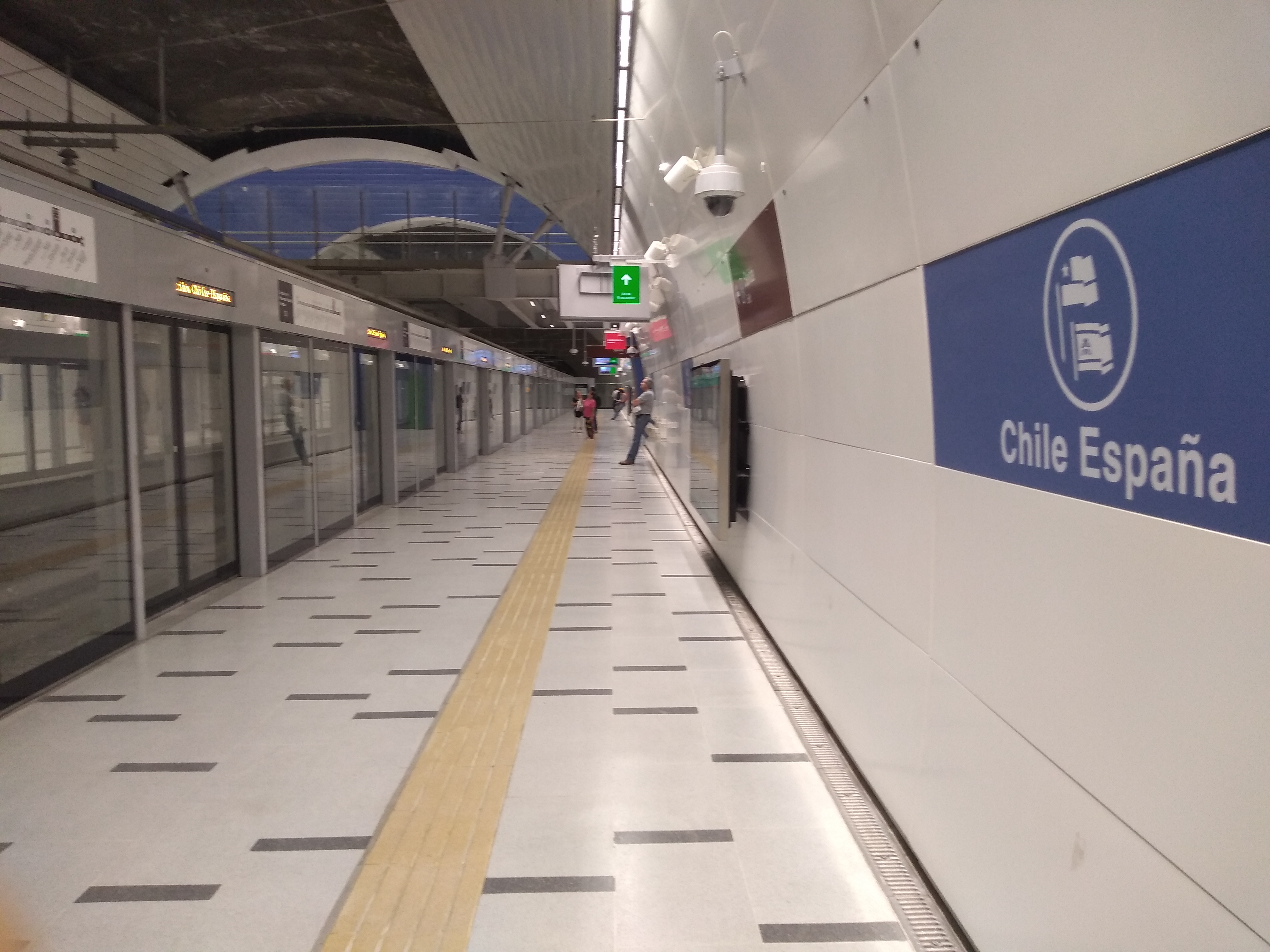
Chile España
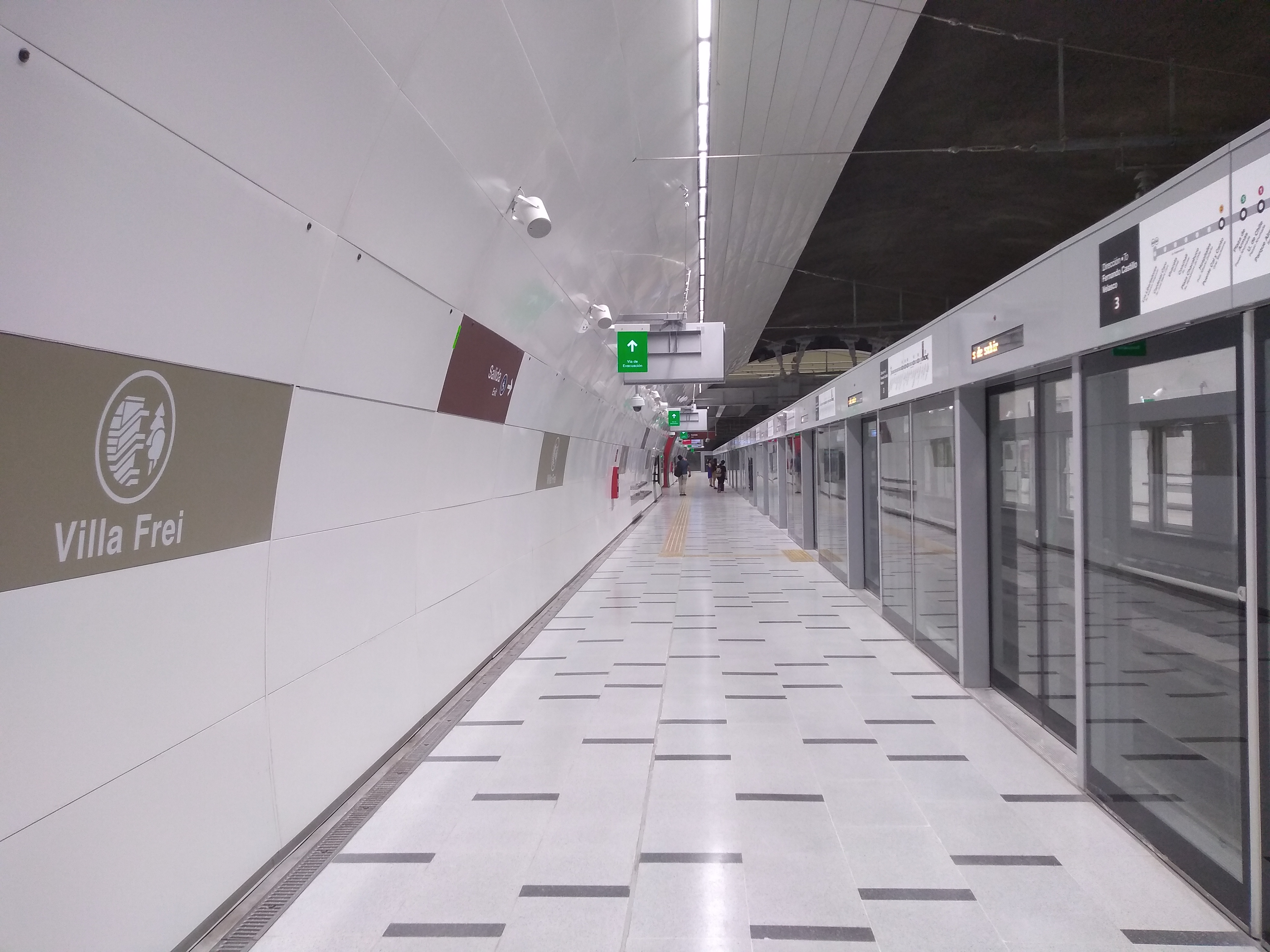
Villa Frei
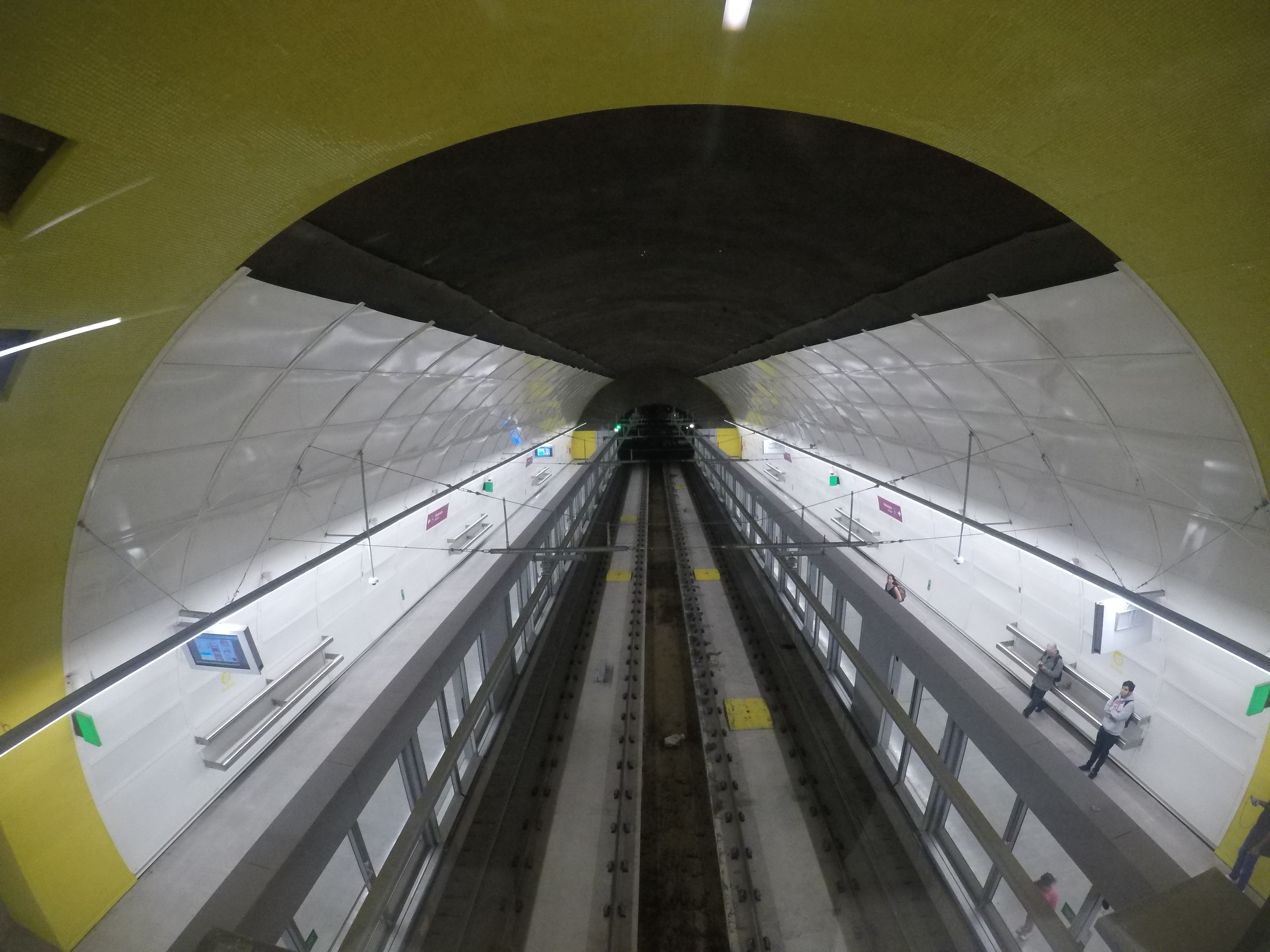
Ñuñoa metro station